# Yves-Henri Dufour
Yves-Henri Dufour (1925-1957) est un spéléologue français.
Il est surtout connu pour ses activités au Spéléo-club de Paris avec Guy de Lavaur, pour ses plongées en siphon dans le Périgord et au Goueil-di-Her, ainsi que pour ses travaux, en tant que médecin, sur l'hydrocution.

## Biographie
Yves-Henri Dufour est né en 1925 en Anjou ; il est décédé, vraisemblablement par hydrocution, le 2 avril 1957 dans le premier siphon du Goueil-di-Her dans la Haute-Garonne.
Il était médecin.
Il participe pendant deux ans à des recherches sur l'hydrocution et collabore à la formation de plongeurs au sein de la Fédération française de sauvetage.

## Activités spéléologiques
Il pratiqua la spéléologie à partir de 1943.
Il devient membre du Spéléo-club de Paris. En 1954, il y rencontre Guy de Lavaur. Cela l'incite à aborder les siphons en scaphandre autonome.
Il entreprend une série de plongées, notamment dans le Périgord.
Il franchit le premier siphon du Goueil-di-Her en 1956, avant de périr noyé dans le siphon suivant l'année d'après.

## Sources et références
- « Les grandes figures disparues de la spéléologie française », Spelunca (Spécial Centenaire de la Spéléologie), no 31,‎ juillet-septembre 1988, p. 46
- Delanghe, Damien, Médailles et distinctions honorifiques (document PDF), in : Les Cahiers du CDS no 12, mai 2001.
- Association des anciens responsables de la fédération française de spéléologie : In Memoriam.
- A.A. (1957) : In memoriam le Docteur Dufour, in Bulletin du Comité national de spéléologie (2), pages 26-27, 1 photographie.